# Пунтус, Леонид Николаевич
Леонид Николаевич Пунтус (бел. Леанід Мікалаевіч Пунтус; 3 мая 1928 год, деревня Гайна — 27 ноября 1978 год) — главный агроном, председатель колхоза имени Гастелло Минского района Минской области, Белорусская ССР. Герой Социалистического Труда (1971). Заслуженный агроном Белорусской ССР (1968). Заслуженный работник сельского хозяйства Белорусской ССР (1973).

## Биография
Родился в 1928 году в крестьянской семье в деревне Гайна. Окончил Мариногорский сельскохозяйственный техникум. С 1949 года трудился агрономом райсельхозотдела Васильевицкого района, агрономом совхоза «Логоза» Логойского района. С 1953 года — агроном, главный агроном колхоза имени Гастелло Минского района.
В 1960 году вступил в КПСС. В 1962 году окончил Белорусскую сельскохозяйственную академию.
Применял в колхозе передовые агрономические методы, в результате чего колхоз вышел в число передовых сельскохозяйственных предприятий Минского района. За годы восьмой пятилетки (1966—1970) колхоз собирал на отдельных участках в среднем по 60 — 70 центнеров зерновых с каждого гектара. Указом Президиума Верховного Совета СССР от 8 апреля 1971 года за успехи в развитии сельскохозяйственного производства и выполнение плана продажи государству продуктов земледелия и животноводства удостоен звания Героя Социалистического Труда с вручением ордена Ленина и золотой медали «Серп и Молот».
В 1976 году избран председателем колхоза имени Гастелло Минского района. Скончался в 1978 году.

## Награды
- Орден Ленина
- Орден Трудового Красного Знамени

## Память
Именем Пунтуса Л.Н. названа улица в  агрогородке Сенница Минского района Минской области.